# 威廉·克理·李
威廉·凯里·“比尔”·李（英語：William Carey "Bill" Lee，1895年3月12日-1948年6月25日），美國陸軍少將，有美國空降軍之父的美譽。

## 生平
畢業於北卡羅萊納州，1917年任命上尉，并參加第一次世界大戰到法國。

### 建立新兵種
進入第二次世界大戰的時候，威廉C·李支持傘兵作戰，儘管空降軍在當時的美軍并不推崇和支持。羅斯福對威廉C·李支持并批准，授予威廉C·李發展，并組建了傘兵第一排，其次是臨時傘兵群，於美國陸軍下空降指揮。威廉C·李是本寧堡軍校陸軍空降兵指揮，因為組建新兵種，而獲得傑出服役勛章。

### 組建空降師
1942年在路易斯安那，組建了101空降師兼任該師師長。
威廉·凯里·李的101空降師在D日當天奉命空降諾曼第，并訓練跳傘。在進行諾曼第登陸前數月，中風和心臟病發作，馬克斯維爾·泰勒接替他的位置。為紀念創始人，傘兵會喊道：“比尔·李也一起和他們在D日空降登陸。”
1944年退役，四年後在家病逝。

## 其它
2004年10月11日，美國參議院批准通過在鄧恩以他為名郵局。